# Sveti Modest
Sveti Modest, s priimki Karantanski, Koroški ali Gosposvetski, irski misijonarski škof v Karantaniji, † pred 772, verjetno pokopan pri Gospe Sveti.

## Življenje
Modest je po vsej verjetnosti izviral iz Irske. Sveti Virgil ga je na željo karantanskega kneza Hotimirja skupaj z drugimi krščanskimi duhovniki poslal kot misijonarja v Karantanijo. Na Gosposvetskem polju, nasproti Krnskemu gradu, takrat upravnemu in političnemu središču Karantanije, je dal postaviti cerkev posvečeno Mariji. Ta cerkev je bila verjetno predhodnica današnje cerkve Gospe Svete (Maria Saal). Od tu je Modest deloval po celotni deželi, učil, širil blagovest in posvečeval duhovnike. Kakor navaja latinski Conversio Bagoariorum et Carantanorum (…ecclesiam Sanctae Mariae et aliam Liburnia civitate, seu ad Undrimas et in aliis plurimis locis…) je poleg Gospe Svete zgradil in posvetil tudi dve drugi cerkvi, eno na mestu nekdanjega središča rimske škofije Teurnie in eno blizu današnjega Ingeringa na Štajerskem (ad Undrimas).
Modestovi (domnevni) posmrtni ostanki so pokopani v cerkvi Gospe Svete. Pokristjanjevanje Karantanije je bilo po njegovi smrti začasno ustavljeno zaradi mnogih uporov staroverskih Karantancev, po letu 772 pa se je nadaljevalo z novimi škofi in misijonarji.

## Češčenje
Modestova godovna dneva sta dva: 24. november (v Celovški škofiji) ali 3. december.
V Sloveniji je cerkev sv. Modesta v Kranju, na Zlatem polju. Svetnika je leta 2011 v mozaiku v cerkvi upodobil mozaičar Marko Ivan Rupnik.